# 恋吹雪
「恋吹雪」（こいふぶき）は、1983年6月1日に発売された大川栄策のシングル。

## 解説
- 前作のミリオンセラーを達成した『さざんかの宿』に引き続いて、作詞・吉岡治、作曲・市川昭介が担当。
- 週間オリコンチャートでは最高14位だったが、30万枚のセールスを記録し、大川自身『さざんかの宿』に次ぐヒット作となった[1]。
- 当曲は前作のメロディーをほぼ踏襲しており、大ヒット・シングルの次も同系統の曲調作品を出す手法は、レコードセールス戦略上よく採用されている。

## 収録曲
- 両楽曲共に、作詞：吉岡治／作曲：市川昭介／編曲：池多孝春

1. 恋吹雪
2. 盆がえり

## カバー
- 大月みやこ - アルバム『女の港』（1983年）
- 伍代夏子 - アルバム『夢いくつ』（1989年）